# Konsulat RP w San Francisco

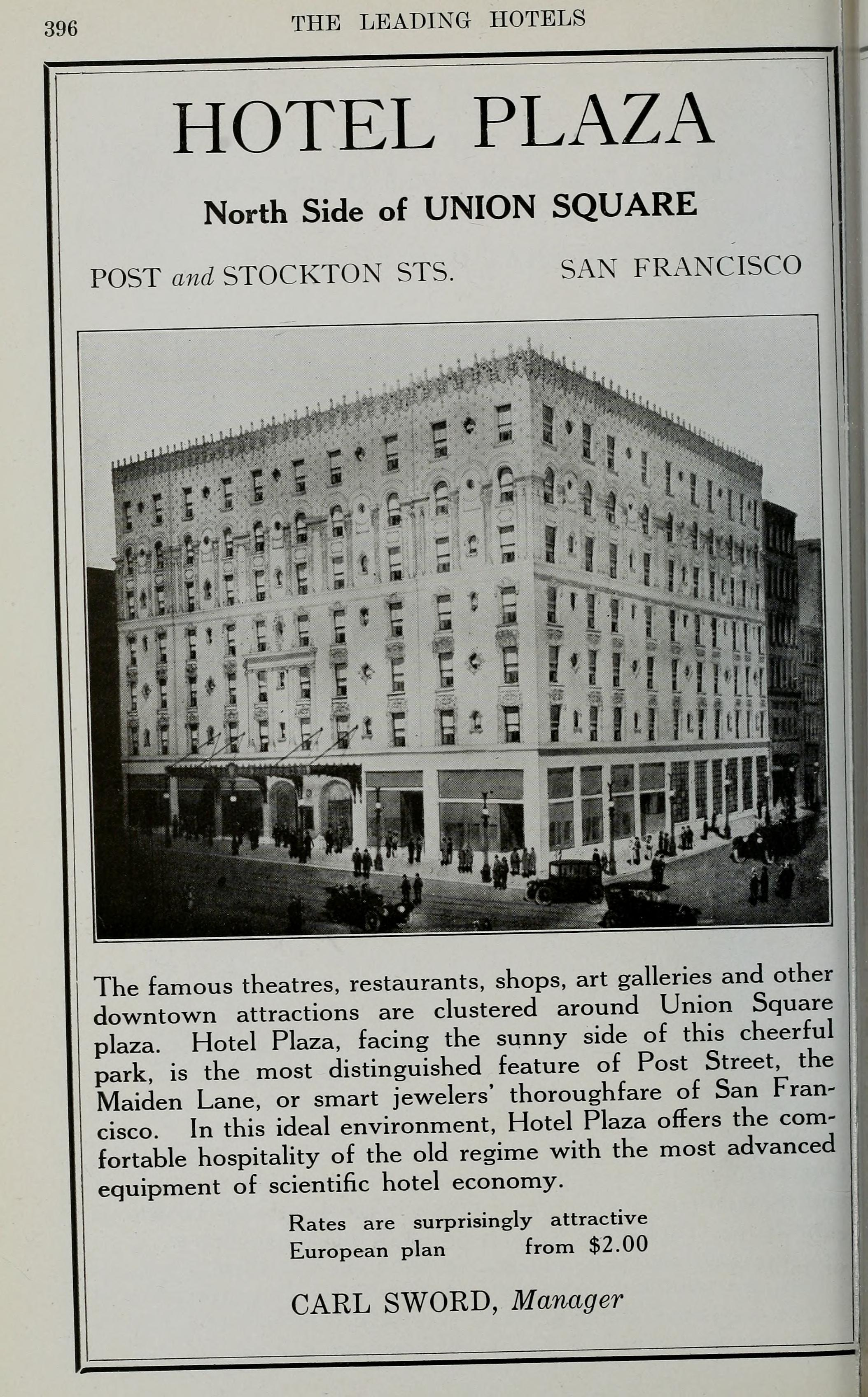
Pierwsza siedziba Konsulatu RP w San Francisco w Hotelu Plaza przy Post NW róg Stockton (1920-1921)

Konsulat RP w San Francisco (Consulate of the Republic of Poland in San Francisco) – polska placówka konsularna działająca w latach 1919–1921, 1938-1939 i 1942-1945 w San Francisco.

## Historia placówki
Urząd powołano w 1919 w San Francisco w randze Agencji Konsularnej RP w celu pomocy ewakuacji Polaków z terenów Syberii. Konsulatowi podniesiono następnie rangę do Wicekonsulatu, i Konsulatu, który działał do 1921.
Konsulat działał też w okresie 1938-1939.
W tym samym celu jak w 1919 został reaktywowany w 1943. Gros swojego czasu konsulat poświęcał Polakom – uciekinierom z Azji, a zwłaszcza z terenów Związku Sowieckiego, okolic Harbinu i Szanghaju. Szczególną rolę odegrał w czasie swej kadencji konsul Władysław Sokołowski, m.in. w ewakuacji wywiezionych na Syberię 1434 rodaków przez Bombaj i San Francisco do kolonii Santa Rosa koło Leon w Meksyku.

## Siedziba
Konsulat mieścił się w Hotelu Plaza przy Post NW róg Stockton (1920-1921), przy 2111, Hyde Street (1938-1939), w domu jednorodzinnym z 1908 przy 2660, Green Street (1944) oraz w Pacific Building przy 821, Market Street (1945).

## Kierownicy konsulatu
- 1920-1921 – Karol Pindór, konsul (1881-)
- 1938-1939 – Roman Kwiecień, agent konsularny[3]
- 1942[3]-1945 – dr Władysław Sokołowski (1892–1963), konsul generalny (1892–1963)